# إيزولد كورز
إيزولد كورز (بالإنجليزية: Isolde Kurz) (21 ديسمبر 1853، شتوتغارت في ألمانيا - 5 أبريل 1944، توبينغن في ألمانيا)؛ كاتِبة ومؤلِّفة، مترجمة وشاعرة ألمانية.

## روابط خارجية
- إيزولد كورز على موقع مونزينجر (الألمانية)